# 特性のない男
『特性のない男』（Der Mann ohne Eigenschaften）はオーストリアの作家ローベルト・ムージルの小説。ドイツ語で書かれた20世紀文学を代表する作品の一つと評される。1913年から1914年（オーストリア＝ハンガリー帝国崩壊前夜）のウィーンを舞台にしている。
第1巻（第1部・第2部）が1930年、第2巻（第3部の初めの38章）が1933年に刊行された。1938年に第3巻の校正刷（第3部の続き、20章分）が出来るが、同年ナチスドイツがウィーンに侵攻。同書は禁書扱いとなり、ムージルはスイスに亡命。困窮の中で執筆を続けるが、1942年に急死したため未完成に終わる。死後に遺稿が整理され刊行された。

## 構成
- 第1部 - 一種の序論
- 第2部 - 似たようなことがおこる
- 第3部 - 愛の千年王国の中へ（犯罪者たち）[2]
- 第4部 - (一種の終り)

## 主な登場人物
- ウルリヒ ｰ 外国からウィーンに戻ってきたばかりで無職、独身の32歳。重要人物（ナポレオンの如き）を目指し軍人になるが、見切りを付け機械工学を学ぶ。数学者に転じるが目標を見失い、1年間の休暇を取ることに決めた。金もうけや出世といった現実の問題に無関心な「特性のない男」。女性にはもてる。著名な法律学者である父の勧めで「平行運動」に参加することになる。
- ディオティーマ - ウルリヒのいとこにあたり、外務省の役人トゥッチ局長の妻（プラトンの『饗宴』に言及される女流詩人ディオティマになぞらえた）。社交界の花形で、主宰するサロンを舞台に「平行運動」を推進する。
- モースブルッガー - 娼婦を殺害し、死刑判決を受けた男。精神障害と見られ、その責任能力をめぐって議論の的となる。
- アガーテ - ウルリヒの妹。27歳。2度目の夫と別居状態。ウルリヒとは生き別れで長年別々に暮らしてきたが、父の死をきっかけに再会し、やがて同居することになる。

## あらすじ
登場人物同士の議論や登場人物による思索、語り手の考察が多くを占めており、「20世紀初頭の思想史のパノラマ」とも言われる。前半（第1部・第2部）は主人公ウルリヒが関わる「平行運動」を軸に、ウルリヒを巡る女性たちや殺人犯モースブルッガーがストーリーにからんでくる。後半（第3部）はウルリヒと妹の近親相姦的な関係が軸となり、「愛の千年王国」をめぐる考察が続く。
第1部
オーストリア＝ハンガリー帝国崩壊前夜、1913年のウィーン。ウルリヒは1年間の休暇を取るため、外国から戻ってきた。ウルリヒは軍人、数学者などを経て、現在は無職、独身の32歳である。著名な法律学者の父から手紙で、「平行運動」に参加するよう勧められる。
第2部
「平行運動」はラインスドルフ伯爵の提唱によるもので、1918年に予定されるオーストリア皇帝フランツ・ヨーゼフ1世即位70周年事業を盛大に行おうとする非公式な計画であった。運動の会合は外務省の役人トゥッチ局長の自邸で行われ、トゥッチの妻ディオティーマのサロンが会合の中心になる（ディオティーマはウルリヒのいとこ）。ウルリヒは伯爵の名誉秘書（無給）として、国民から寄せられる様々な要求を処理してゆく。
理想主義的なディオティーマは運動を通して、帝国の指導理念を見いだそうとする。ディオティーマの魅力もあって参加者は増えるが、議論は空転している。会合にはプロシア・ドイツの実業家アルンハイムも参加する。裕福な資産家で数多くの著作もある博識なアルンハイムは、やがてディオティーマのサロンで中心的な役割を果たすようになる。アルンハイムとディオティーマの2人は互いに心を惹かれてゆく。手違いで会合に招待されたシュトゥム将軍も、（軍人嫌いの）ディオティーマに好意を抱いている。
モースブルッガーは娼婦を殺害し、死刑判決を受けた男である。ウルリヒは事件に興味を持ち、裁判を傍聴したことがあった。ウルリヒの父は精神病者の責任能力に関して同僚の法律学者と論争を行っている。
「平行運動」を反ドイツ的な運動とみなして反対する声が出てきた。ウルリヒは女友達ゲルダの家で、近く運動に反対するデモが行われるという話を聞く。ある日会合の終わった後、トゥッチ局長とディオティーマの他に残ったラインスドルフ伯爵、アルンハイム、シュトゥム将軍、ウルリヒが内輪の会話をする。一同はこれまでの数か月になされた提案を振り返るが、伯爵はどれも現実的でないと否定し、何の成果も上がっていないことがはっきりする。ウルリヒは精神の総在庫調べをするための事務総局を創設することを提案し、アルンハイムと言い争いになる。
ウルリヒの幼ななじみクラリセは、子どもを欲しがる夫を嫌悪している。

（デモの当日）言い争いで激昂したクラリセは気が変になったようである。夫は平行運動に反対するデモを見るため、クラリセを残して街へ出て行く。
ゲルダは銀行家の父から、アルンハイムがガリツィア地方（現ウクライナ）の油田を狙っているという話を聞き、ウルリヒに伝える。ウルリヒはその話を知らせようとラインスドルフ伯爵を訪ねる。伯爵邸のまわりではデモの群衆が騒いでいるが、伯爵は落ちついた様子である。結局アルンハイムの話をしないまま、ディオティーマの家に向かう。
ディオティーマは不在で、アルンハイムが来ていた。アルンハイムはウルリヒに自分の事業を手伝わないかと提案する。油田の話をしてみるとアルンハイムの顔は青ざめる。ウルリヒが自宅へ戻ると、クラリセが待っており、電報が届いていた。父の死を知らせる電報だった。「あなたの子どもがほしい」と言うクラリセを帰らせ、ウルリヒは翌朝の鉄道で父の家へ向かう。
第3部
ウルリヒは生き別れで長年別々に暮らしてきた妹のアガーテと再会する。妹はウルリヒに生き写しだった。アガーテは18歳で結婚、まもなく死別するが、父の勧めで2度目の結婚をする。父が危篤と聞いて家に戻ったが、この機会に離婚したいと考えていた。ウルリヒは、アガーテと2人で千年王国に入ることを夢見るのだった。
葬儀の後、ウィーンに戻ったウルリヒは、シュトゥム将軍の話からアルンハイムが軍部との結びつきを強めていることを知る。やがてアガーテもウィーンに着き、2人で暮らし始める。アガーテは社交界の注目を集める。ある日、別居中の夫から手紙が届き、動揺したアガーテは家を飛び出し、教育者のリンドナーに出会う。
その頃、クラリセはモースブルッガーのいる精神病院を訪れ、ウルリヒも同行する。しかし結局本人には面会できなかった。
ウルリヒとアガーテはトゥッチ邸での大夜会に参加する。ディオティーマのサロンの人気を妬むドラングザール（悩ませ夫人）や人類主義の詩人、ドイツ民族主義の青年などが加わり、混乱状態となり、アガーテは先に帰ってしまう。（ムージル生前の刊行部分はここまで）
草稿の「夏の日の息吹」の章がムージルの絶筆となった。

## 用語
- 可能性感覚 - 現実感覚に対する語（4章）。今ある世界が、別様に展開していたかも知れず、その別様の世界を今ある世界と同等に見なすことにより、現実を虚構化し、異世界への可能性へと自分を投じるユートピア思想を生み出すための感覚である。この感覚があるために、ウルリヒの眺める世界は幻想的に変容し、彼を悩ませる。
- 特性 - 特性を持つのは、現実性に対する喜びが前提である（4章）。
- カカニア（Kakanien、カカーニエン） - （8章）オーストリア＝ハンガリー帝国を指すムージル流の略語。Kaiserliche und königliche Monarchie→K.K.に「国」を表わす接尾語を付けた。
- 平行運動 - 1918年に予定されるドイツ皇帝ウィルヘルム2世の即位30周年事業に対抗して、オーストリア皇帝フランツ・ヨーゼフ1世即位70周年事業を盛大に行おうとする非公式な計画。周知のように1916年にフランツ・ヨーゼフ1世は逝去、1918年に帝国は崩壊する。イロニーに満ちた設定である。
- エッセイスムス（試行主義） - （62章）この世はつくりごとであってエッセイ（試み）のようなものだと見なす観点である。

## 日本語訳
- 加藤二郎ほか訳『特性のない男』全4巻（河出書房新社、1965-1966）、遺稿部分は抄訳
- 高橋義孝・円子修平ほか訳『特性のない男』全6巻（新潮社、1964-1966）
- 加藤二郎訳『特性のない男　ムージル著作集 第1巻 - 第6巻』（松籟社、1992-1995）、河出版を改訳